# Youth For Understanding

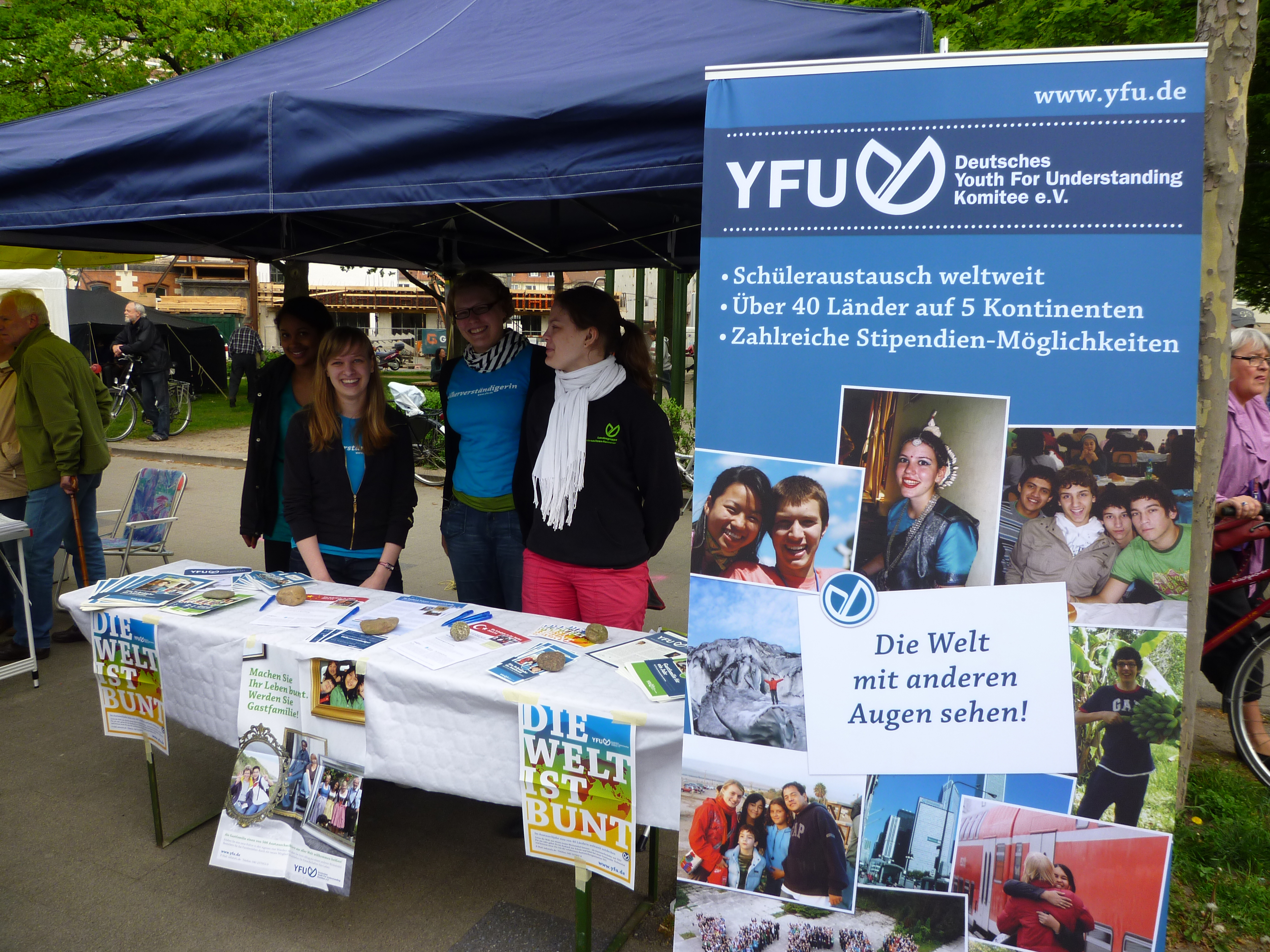
Stand de YFU

YFU (Youth For Understanding, c'est-à-dire La Jeunesse Pour la Compréhension) est une association à but non lucratif, qui offre aux jeunes du monde entier la possibilité de passer un été, un semestre ou un an au sein d'une famille d’accueil de culture différente.
Chaque année, ce sont environ 4 000 étudiants et 4 000 familles qui choisissent de découvrir une autre culture à travers les échanges YFU.
Aujourd'hui, Youth For Understanding est l'une des plus anciennes et des plus importantes organisations internationales d'échanges interculturels. Présente dans plus de 50 pays, YFU a offert à plus de 220 000 jeunes la chance de participer à cette ouverture sur le monde et sur eux-mêmes, grâce au soutien de milliers de bénévoles à travers le monde. Il s’agit aussi de mieux préparer la jeunesse aux responsabilités et aux opportunités d’un monde interdépendant en constante évolution.
Son but est d'œuvrer avec la conviction que les échanges internationaux de jeunes contribuent de manière concrète à la promotion d'une plus grande tolérance et d'une meilleure compréhension entre les cultures, et permettent directement aux participants (étudiants d'échange, familles d'accueil et bénévoles) de développer leur personnalité, leurs centres d'intérêt et leur capacité d'adaptation, d'autant plus utiles aujourd'hui pour mieux préparer les jeunes aux responsabilités et aux opportunités du monde d'aujourd'hui en constante évolution.
Le réseau international d'YFU compte près de cinquante pays dont récemment l'Italie et l'Espagne. Les organisations nationales sont liées par une charte d'engagement de qualité qui garantissent une même qualité de services dans chaque pays.

## En France
YFU France se compose :
- d’un Conseil d’Administration (CA), élu chaque année lors de l’Assemblée Générale (AG) annuelle. Il détermine la stratégie de l’association ;
- d’un siège national qui anime l’ensemble des programmes YFU, organise l’animation et soutient l’action des bénévoles dans les régions ;
- d’un réseau national de bénévoles qui assure la vie de l’association.

## En Suisse
YFU Suisse compte parmi les huit membres de l'organisation faîtière suisse des organisations d'échanges à but non-lucratif Intermundo et dotée du label de qualité ZEWO,.
YFU Suisse agit dans toute la Suisse. Les jeunes qui viennent en Suisse doivent choisir entre un séjour dans la partie francophone ou germanophone de la Suisse.

## Historique
YFU a été créée en 1951 aux États-Unis. À l'origine, les échanges ne concernaient que les États-Unis et l'Europe. La première année, 75 étudiants allemands ont été accueillis bénévolement par des familles américaines. Le but premier était, au lendemain de la seconde Guerre Mondiale, de rapprocher les deux peuples, anciens belligérants. En 1955, les premiers étudiants américains ont passé 10 semaines en Europe. Ces échanges initiaux sont nés d'un besoin mutuel de panser les blessures de la guerre. Au fil des années, le nombre de participants s'est accru et les échanges se sont étendus à bien d'autres pays et continents. L'antenne Suisse a vu le jour en 1962, l'antenne française en 1966.

## Agréments
- YFU France est agréée « Jeunesse et Education Populaire » depuis 2006 par le ministère de la Jeunesse et des Sports.
- YFU France est agréée par l'UNSE (Union nationale des organisateurs de séjours de longue durée à l'étranger).
- YFU France est membre de l'Office national de garantie des séjours et  des stages linguistiques et s'engage sur les termes du Contrat de Qualité élaboré en collaboration avec des fédérations de parents d'élèves et des associations de consommateurs agrées.
- YFU France adhère à l'EEE (European Educational, Exchange) dont le siège est en Belgique et qui représente l'ensemble des bureaux européens d'YFU auprès du Conseil de l'Europe et coordonne certaines activités communes comme des séminaires de formation ou des rencontres internationales.
- YFU France est membre de YFU International et contribue activement à la réflexion sur l'éducation civique mondiale.
- YFU France dispose aussi de l'agrément de Tourisme.